# 路乞
路乞（Kenneth Lee Rothey，1939年8月1日—2018年12月27日），美国犹他州人，职业为律师。

## 生平
2005年8月被美国移民和海关执法局指控涉嫌伪造签证、洗钱、非法移民等罪名，后被国际刑警通缉，目前潜逃在中国武汉市。但就在同年11月，《人民日报》海外版刊出题为《路乞：美国博士在中国捡垃圾》的新闻，称赞他在武汉带头捡垃圾等一系列环保行为。此后他多次接受中国媒体采访，并参加了《小崔说事》等一些电视节目。2007年7月31日，他再次出现在中央电视台《社会记录》节目。此时他已拥有多个头衔如“来自美国的环保‘洋雷锋’”、“北京奥运火炬手优秀候选人”等。不料，有网友发现了国际刑警的通缉令，并在节目组的网页上留言。8月9日著名媒体《南方都市报》刊出的采访中，他对指控不置可否。但该标题为《美国活雷锋中国捡垃圾 网友质疑其是通缉犯》的文章引起了较大反响。至8月16日，他终于向媒体坦承自己确实被通缉，但否认所有指控。